# Triebes
Die bis 2006 eigenständige Stadt Triebes ist seit der Eingliederung in Zeulenroda ein Ortsteil der dabei neu entstandenen Verwaltungseinheit Zeulenroda-Triebes im Freistaat Thüringen, im Thüringer Vogtland.

## Lage
Triebes liegt nordöstlich von Zeulenroda im Thüringer Schiefergebirge in der Talsenke des gleichnamigen Flusses auf 343 m ü. NN.

## Geschichte

### Ortsgeschichte

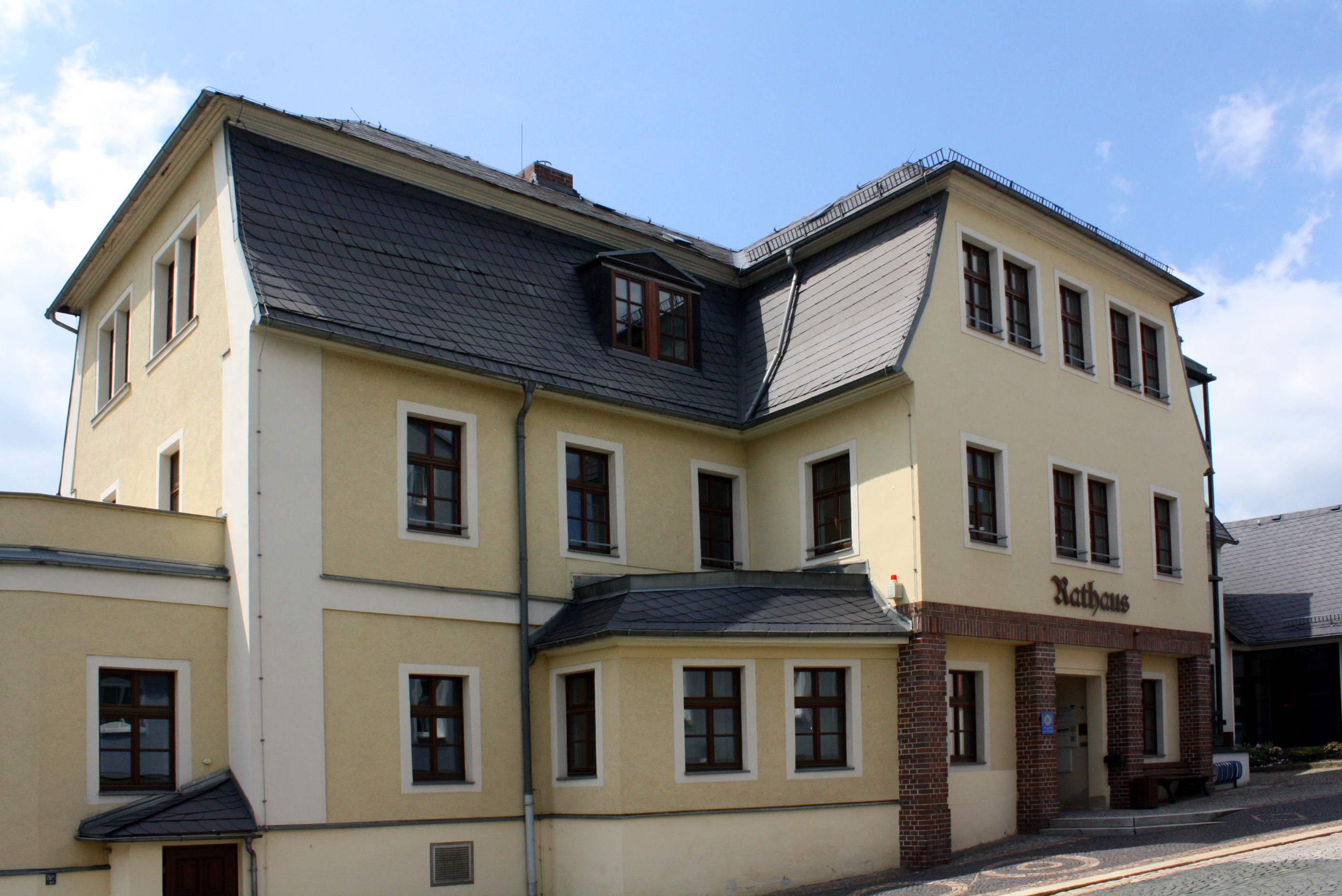
Rathaus Triebes

Der Ort Triebes wurde 1209 erstmals im Zusammenhang mit einem Bertoldus de Tributz (Berthold von Triebes) urkundlich erwähnt und geht auf eine Gründung sorbischer Siedler zurück, die zwischen 600 und 1000 an der Triebes sesshaft wurden. Die Turmhügelburg von Triebes, in der vermutlich Berthold zu Triebes wohnte, befand sich nördlich des einstigen Bahnhofs. Teile des Wassergrabens reichten vermutlich bis auf das Gelände es einstigen Güterschuppens. In späterer Zeit erfolgte die Errichtung eines befestigten Rittersitzes nördlich der Turmhügelburg. Das sich hier befindliche Herrenhaus beherbergt heute nach mehreren Umbauten das Rathaus von Triebes.
Die Teichmühle gehörte einst zum Rittergut. Dieses wurde 1533 erstmals urkundlich genannt. Schon um diese Zeit existierte die Teichmühle als Mahl- und Schneidemühle, denn es gab Bauern und Einwohner. Der letzte Besitzer starb 1946 im Alter von 55 Jahren ohne männlichen Erben, damit endete eine 200 Jahre anhaltende Erbfolge. In den alten Gemäuern richteten sich zu DDR-Zeiten ein Reifenhandel und eine Vulkanisierwerkstatt ein, heute ist dort ein Klempnermeister ansässig. Schon 1555 verzeichneten Steuerlisten den Sandmüller Adam Burkhardt als Besitzer der Sandmühle. 1910 wurde der Mahlbetrieb eingestellt. Das Sägewerk arbeitete noch einige Zeit, bis die Gebäude mit Wohnungen ausgebaut wurden. 1999 wurden die alte Sandmühle abgerissen. Eine Verschönerung der brach liegenden Fläche ist geplant.
Der Ort Triebes bestand Anfang des 16. Jahrhunderts aus einem Rittersitz und 47 „Herdstücken“, die auf drei Siedlungsplätze aufgeteilt waren. Ritter Ernst Metzsch kaufte im Jahre 1576 das Rittergut Triebes. Ihm folgte Moritz Ernst Metzsch. Nach dessen Tod im Jahre 1679 übernahm die Linie Reuß-Köstritz das Rittergut Triebes und errichtete das heute noch existierende Gebäude. An Stelle der alten Kapelle erhielt Triebes im Jahr 1716 eine neue Kirche mit einem 37 m hohen Turm, die 1721 mit einer Orgel des Orgelbauers Tobias Hiebe aus Schleiz, dessen erstes Werk es war, ausgestattet wurde.
Um 1793 unterstand Triebes der „Pflege Reichenfels“, zu der weiterhin die Burg Reichenfels, Hohenleuben und Langenwetzendorf gehörten. Diese gehörte bis 1918 dem Fürstentum Reuß jüngerer Linie, Seitenlinie Reuß-Köstritz der Schleizer Linie an. Im Rahmen der Trennung der Rechtsprechung von der Verwaltung wurde 1852 das Landratsamt Schleiz eingerichtet, dem Triebes als Exklave bis zu seiner Auflösung im Jahr 1871 angehörte. Anschließend unterstand Triebes dem Landratsamt Gera. Nach der Novemberrevolution 1918 gehörte Triebes zum Freistaat Reuß j. L., der sich aber schon 1919 mit dem Freistaat Reuß ä. L. zum Volksstaat Reuß mit der Hauptstadt Gera vereinigte, welcher wiederum 1920 im Land Thüringen aufging.
Bereits seit dem 15. November 1883 besaß Triebes eine Bahnstation an der Bahnstrecke Werdau–Mehltheuer. Dem durch die Industrialisierung im 19. Jahrhundert aufstrebenden Triebes wurde im Jahr 1919 das Stadtrecht verliehen. Die Stadt gehörte seit 1919 zum Bezirksverband Greiz, der aus dem Landratsamt Greiz in veränderter Abgrenzung hervorging. Nachdem 1920 das neue Land Thüringen gegründet worden war, kam es 1922 zu einer umfassenden Gebietsreform. Triebes gehörte seitdem zum thüringischen Landkreis Greiz.
Im April 1945 wurde Triebes von Soldaten der US-Armee besetzt, denen ab Ende Juni die Rote Armee folgte. Im Juni 1946 wurden im Metschwald bei Triebes vom sowjetischen Sicherheitsdienst NKWD sieben Jugendliche zwischen 16 und 20 Jahren aus dem Greizer Oberland erschossen und ihre Leichen verscharrt. Ihnen war „Werwolf“-Tätigkeit vorgeworfen worden.
Bei der Verwaltungsreform von 1952 in der DDR wurde das Land Thüringen aufgelöst und der Landkreis Greiz aufgeteilt, wodurch Triebes seitdem zum Kreis Zeulenroda im Bezirk Gera gehörte. Seit 1990 gehörte Triebes zum thüringischen Landkreis Zeulenroda. 1994 kam die Stadt im Zuge der Gebietsreform im Land Thüringen zum Landkreis Greiz.
Mehla wurde am 6. April 1994 eingemeindet. Am 1. April 1999 folgte Dörtendorf. Am 1. Februar 2006 wurden Zeulenroda und Triebes zur neuen Doppelstadt Zeulenroda-Triebes vereinigt. Formal bedeutete das die Auflösung der Stadt Triebes und die Eingliederung nach Zeulenroda. Mit der Verlegung des Eisenbahnhalts im Stadtgebiet von Triebes in den Bereich eines Einkaufszentrums wurde im Jahr 2006 der Haltepunkt Triebes an der Straße „Triebesgrund“ eröffnet. Gleichzeitig ging der einstige Bahnhof Triebes außer Betrieb.

### Industriegeschichte

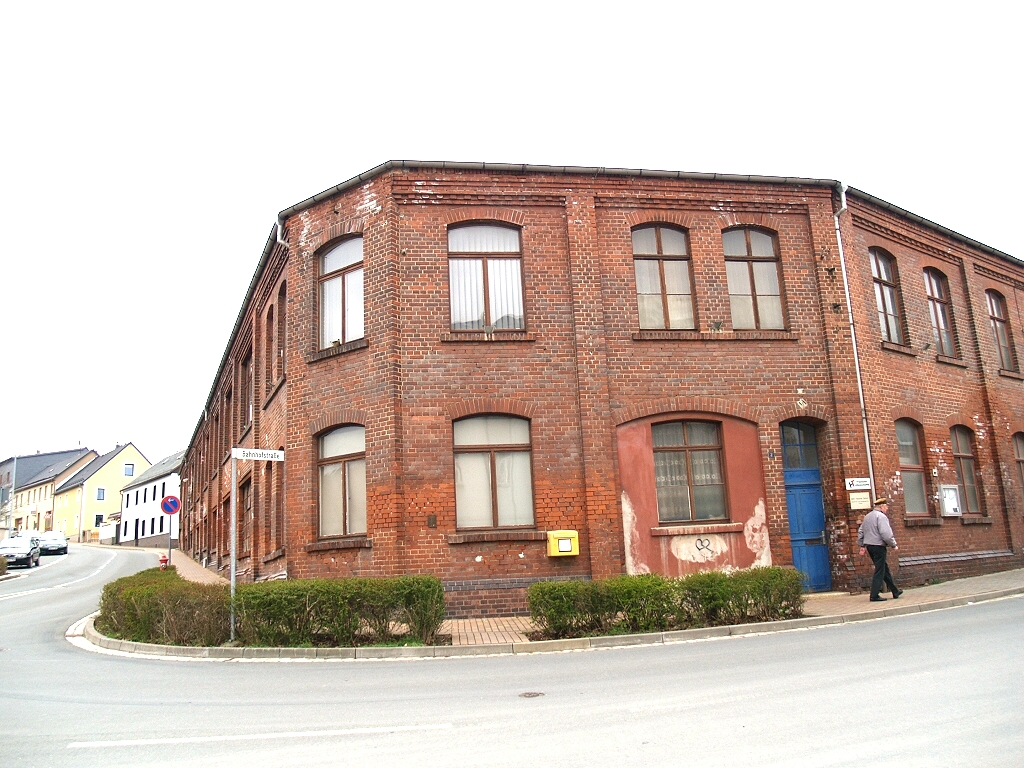
Industriegebäude Bahnhofstraße 2

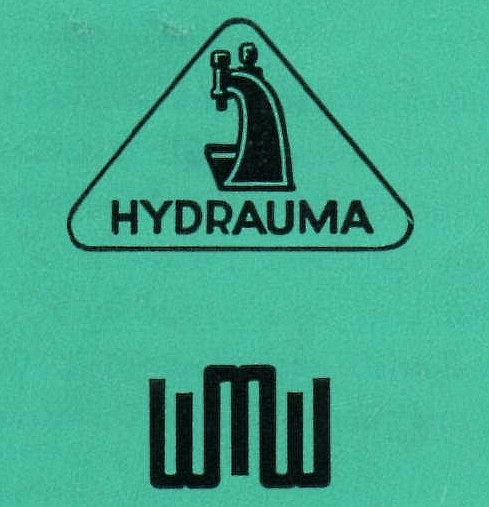
HYDRAUMA – Logo

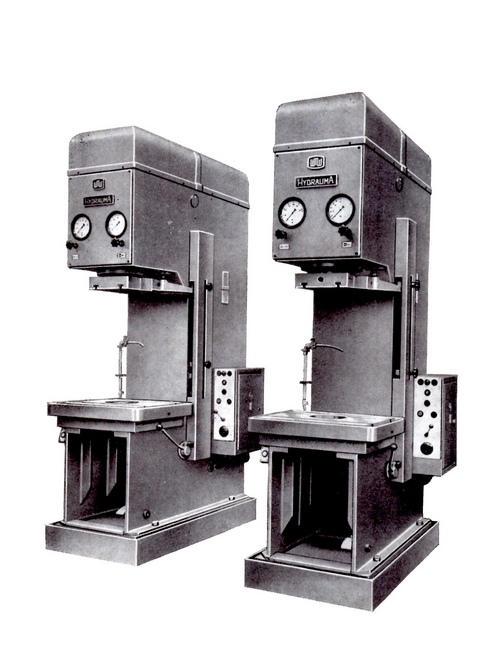
HYDRAUMA – Einständerpressen – PYE

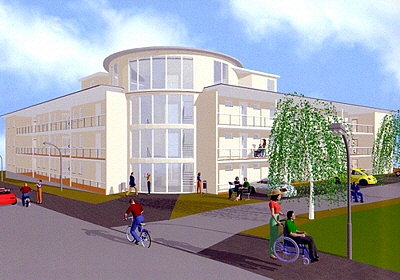
Barrierefreies Wohnen in Triebes

Um 1700 brachten aus Frankreich vertriebene hugenottische Glaubensflüchtlinge die Wirkerei und Weberei nach Zeulenroda und von da aus nach Triebes. Dadurch entwickelte sich aus der kleinen Ansiedlung Triebes zu Beginn des 18. Jahrhunderts ein Weberort. 1870 waren in Triebes mehr als 300 selbstständige Webermeister ansässig. Auf Veranlassung des reußischen Fürsten Heinrich XIV. wurde im Jahr 1875 die Geraer Jute-Spinnerei und -Weberei gegründet. Triebes gewann damit erheblich an wirtschaftlicher Bedeutung. 1912 arbeiteten in der Jute 1.500 Menschen.
Im Zuge der zunehmenden Industrialisierung fand am 2. April 1873 die Grundsteinlegung der Farbenfabrik Friedrich Pratz & Co. statt. Aus dem Schiefergestein am Kranich wurde schwarze Farbe und aus der Lehmgrube beim Friedhof Ockerfarbe gewonnen. Am 7. Juli 1881 firmierte das Unternehmen C. G. Fehre Farbenfabrik um. 1884 übernahm der Sohn Friedrich Fehre das Unternehmen und erweiterte das Farbenspektrum um die Farben Chromocker und Chromorange. Aufgrund der schlechten Rentabilität wurden neue Geldgeber gesucht, und das Unternehmen 1890 erneut umbenannt in Triebeser Farbenwerke C. G. Fehre Nachf. 1893 trat Otto Wohlberedt aus Dresden als Teilhaber ein. Er vermochte das Unternehmen in die Rentabilität zu führen. 1897 errichtete er das erste Elektrizitätswerk in Mitteldeutschland. Mittels einer Dampfmaschine konnte der gesamte Elektro-Energiebedarf von Triebes gedeckt werden.
Weiterhin siedelten sich in Triebes mehrere Möbelfabriken an, so die Möbelfabrik Hermann Schneider, Albin Thrum & Söhne, Emil Tippmann u. a. sowie die Backofen- und Bäckereimaschinenfabrik Schröder.
Am 29. Januar 1901 wandelten Otto Wohlberedt und Dr. Peters das Unternehmen in eine Aktiengesellschaft um, die 1905 in AG für Lithoponefabrikation umbenannt wurde. Ebenfalls 1905 wurde das typische Backsteingebäude Bahnhofstraße 2 errichtet. 1927 übernahmen die Sachtleben AG und die I.G. Farben die Aktienmehrheit. 1933 wurde Wohlberedt, damals Mitglied des Lithopone-Aufsichtsrats, die Ehrenbürgerwürde der Stadt Triebes verliehen. 1937 endete die Zeit der Farbenfertigung in Triebes, die AG für Lithoponefabrikation verlegte die gesamte Produktion und ihren Sitz nach Wünschendorf/Elster. Das bereits zum Stadtbild gehörende Industriegebäude der Lithopone an der Bahnhofstraße wurde 1937 durch Fritz Sachs und Ingenieur Hermann Grimm übernommen, um dort die Werkzeugmaschinenfabrik Sachs & Grimm einzurichten.
Die Hauptprodukte waren hydraulische Pressen, vorzugsweise Einständerpressen. Unter der Marke Hydrauma wurden die Erzeugnisse in alle Welt exportiert. Neben der Hauptproduktion wurden hydraulische Räummaschinen, Pumpen und hydraulische Steuereinheiten für Bagger, Autokrane und Slipanlagen für Schiffswerften hergestellt. Nach dem Ausscheiden von Fritz Sachs wurde der Betrieb 1954 unter staatliche Treuhand-Verwaltung gestellt und firmierte nun unter Hermann Grimm. Am 1. Juli 1956 wurde eine staatliche Beteiligung von anfangs 50 % aufgenommen, entsprechend dem ehemaligen Anteil von Fritz Sachs. Als Komplementär fungierte die Industrie- und Handelsbank. 1958 wurde Hermann Grimm von der LDPD-Fraktion für eine Wahlperiode in die Volkskammer der DDR gewählt. 1959 trat der VEB Wema Zeulenroda als Komplementär ein, der im Rahmen der Erzeugnisgruppenarbeit der „Leitbetrieb“ seitens der VVB WMW (Karl-Marx-Stadt) war. 1960 wurde das Unternehmen in eine Kommanditgesellschaft umgewandelt. Gemeinsam, jedoch unter der konstruktiven Federführung der Wema Zeulenroda, wurde 1970 eine konstruktiv einheitliche Baureihe von hydraulischen Einständerpressen entwickelt (PYE-N, PYE-S/1, PYE-SS). Das bis dahin geltende Hydrauma-Logo kam nun nicht mehr zur Anwendung. Nach dem Ausscheiden des Kommanditisten Hermann Grimm wurde das Unternehmen 1971 im Rahmen der sozialistischen Umgestaltung in Volkseigentum umgewandelt und firmierte nun als VEB Werkzeugmaschinenfabrik Triebes. Der Betrieb wurde 1976 schrittweise in die Baugruppenfertigung für die PYE-Baureihe integriert, er verlor damit seinen Status als Finalproduzent und fungierte als reiner Zulieferer für den VEB Wema Zeulenroda. 1980 wurde der Betrieb als Werk IV in den VEB Wema Zeulenroda übernommen. Das Werk IV wurde 1992 geschlossen und an die MAT-Transier verkauft. Damit ging die Ära des Werkzeugmaschinenbaus in Triebes zu Ende. 2011 wurde das Grundstück der MAT-Transier von der AWO (Arbeiterwohlfahrt-Soziale Dienste Zeulenroda GmbH) käuflich erworben. Hier entstand ein Objekt mit barrierefreien- und behindertengerechten Wohnungen.

## Einwohnerentwicklung
Die Einwohnerzahl von Triebes ist im letzten Jahrzehnt relativ konstant geblieben, was jedoch auf die beiden Eingemeindungen zurückzuführen ist. Sie schwankt zwischen 4.000 und 4.300 Einwohner.
| Datum             | Einwohnerzahl |
| ----------------- | ------------- |
| 1842              | 1254          |
| 1933              | 4814          |
| 1939              | 4816          |
| 31. Dezember 1994 | 4174          |
| 31. Dezember 1995 | 4146          |
| 31. Dezember 1996 | 4128          |
| 31. Dezember 1997 | 4120          |
| 31. Dezember 1998 | 4083          |
| 31. Dezember 1999 | 4261          |
| 31. Dezember 2000 | 4230          |
| 31. Dezember 2001 | 4192          |
| 31. Dezember 2002 | 4144          |
| 31. Dezember 2003 | 4113          |
| 31. Dezember 2004 | 4099          |
| 31. Dezember 2005 | 4040          |

## Politik
Die Parteien CDU (12 Sitze), SPD (2) und Linkspartei.PDS (2) bildeten den letzten gewählten Stadtrat von Triebes.

### Bürgermeister der Stadt Triebes
1990, bei den ersten freien Kommunalwahlen nach der Wende, wurde Gerhard Helmert (CDU) Bürgermeister und blieb es bis zur Städtefusion mit Zeulenroda. Anschließend war er bis 30. Juni 2006 Ortsbürgermeister von Triebes. Sein Nachfolger Hartmut Strobel (CDU) wurde am 7. Mai 2006 gewählt.
| Zeitraum  | Name              |
| --------- | ----------------- |
| 1990–2006 | Gerhard Helmert   |
| 1981–1990 | Lothar Schmeißer  |
| 1959–1981 | Ulrich Engelhardt |
| 1952–1959 | Max Feustel       |
| 1948–1952 | Fritz Kranert     |
| 1945–1947 | Kurt Knoll        |
| 1945      | Heinrich Roth     |
| 1933–1945 | Ernst Vollrath    |
| 1904–1933 | Reinhold Müller   |
| 1900–1904 | Albus Pfeiffer    |

## Kultur und Sehenswürdigkeiten

### Sehenswürdigkeiten
- Das Winkelmannsche Haus aus dem Jahre 1617[11] ist in Blockbauweise errichtet und gehört zu den letzten erhaltenen Gebäuden seiner Art in der Ostthüringer Region.
- Gedenkstein von 1997 im Metschwald (an der Straße von Neuärgerniß nach Mehla) mit der Inschrift: „Den Toten zur Ehre / den Lebenden zur Mahnung / Hier wurden vom sowjetischen NKWD / unschuldig hingerichtet: Namen, Jahrgang und Wohnorte von 7 Jugendlichen / Rehabilitiert 1994 durch die russische Justiz“
- Stadtkirche Triebes

### Liedgut
Zum Liedgut gehören das eigens getextete Triebes-Lied von Otto Patzer. Der Liedtext beschreibt die Geschichte der Stadt, von den Anfängen und der Entwicklung der Weberei (später die Jutespinnerei, mit den damals existierenden Schornsteinen, welche die Waren unter anderem nach Amerika, in die Nil-Region, nach Java und Sumatra exportierte), über die Ortsteile Kranich und dem Tscherlich bis hin zu den Einwohnern (diese Passage bezieht sich wohl auf die Zeit, in der die Bauern noch ihre Fron leisten mussten – „Ein Völklein gut, voll Sangesfreud, gastfreundlich stets und heiter, so sind fürwahr die Triebser Leut, wenn arm an Gut auch leider.“)
Ein weiteres regional bekanntes Lied ist das Thüringen-Lied.

## Wirtschaft und Infrastruktur

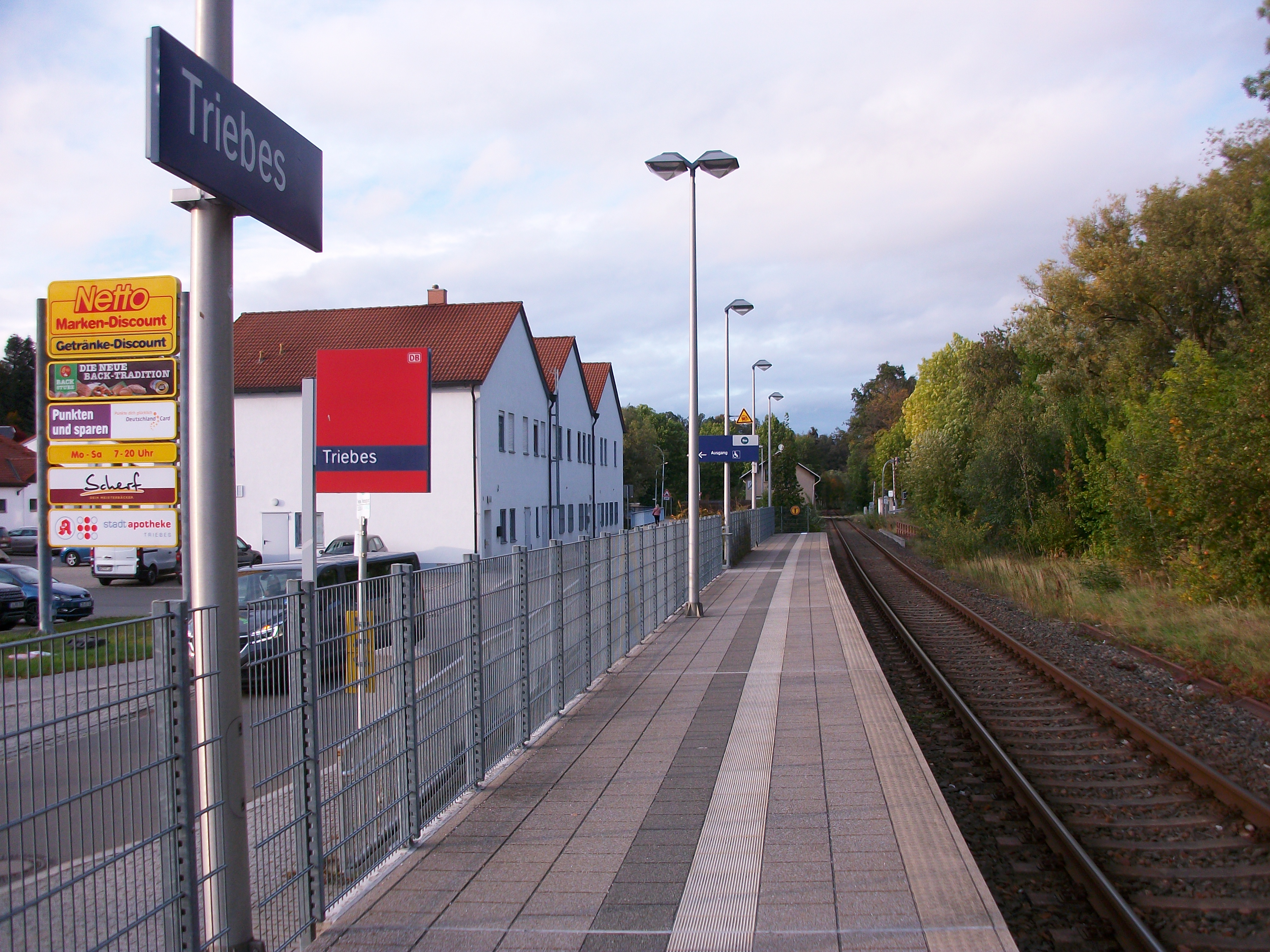
Haltepunkt Triebes (2020)

Triebes liegt an der Landstraße L1083 die von Zeulenroda über Hohenleuben und Hohenölsen nach Zickra führt und liegt direkt an der Bahnstrecke Werdau–Weida–Mehltheuer. Dort verfügte sie bis 2006 über einen Bahnhof, heute nur noch über einen weiter nördlich des Bahnhofs gelegenen Haltepunkt. Die Wirtschaft in Triebes wird von kleineren Handwerks-, Dienstleistungs- und Handelsbetrieben geprägt. Im Gewerbegebiet am südwestlichen Ortsrand sind seit den neunziger Jahren zahlreiche Neuansiedlungen zu verzeichnen.

## Partnergemeinden
- Neunkirchen am Sand – seit 1990
- Wies (Steiermark/Österreich) – seit 1990

## Persönlichkeiten

### Söhne und Töchter des Ortes
Folgende Personen wurden in Triebes geboren:
- Heinrich Rohn (1815–1896), Gutsbesitzer und Politiker, Bürgermeister von Triebes
- Georg Schleif (1822–1864), Gutsbesitzer und Politiker
- Otto Hoppe (1829–1891), Architekt
- Fritz Wächtler (1891–1945), Gauleiter der NSDAP
- Clemens Flach (1893–1956), Politiker der Wirtschaftspartei
- Erich Rother (1908–1983), Kunstmaler
- Hermann Schneider (* 1918), Maschinenbauingenieur und Hochschullehrer
- Günther Michel (1928–2017), Tierarzt, Histologe, Embryologe und Hochschullehrer
- Manfred Lorenz (1929–2017), Iranist, Afghanist und Hochschullehrer
- Jürgen Raab (* 1958), DDR-Fußballnationalspieler, Fußballtrainer

### In Triebes haben gewirkt
- Reinhold Müller (1875–1940), deutscher Beamter und Politiker, Bürgermeister von Triebes